# Pareuchiloglanis macropterus
Pareuchiloglanis macropterus är en fiskart som beskrevs av Ng 2004. Pareuchiloglanis macropterus ingår i släktet Pareuchiloglanis och familjen Sisoridae. IUCN kategoriserar arten globalt som otillräckligt studerad. Inga underarter finns listade i Catalogue of Life.